# Старый королевский дворец (Пражский Град)

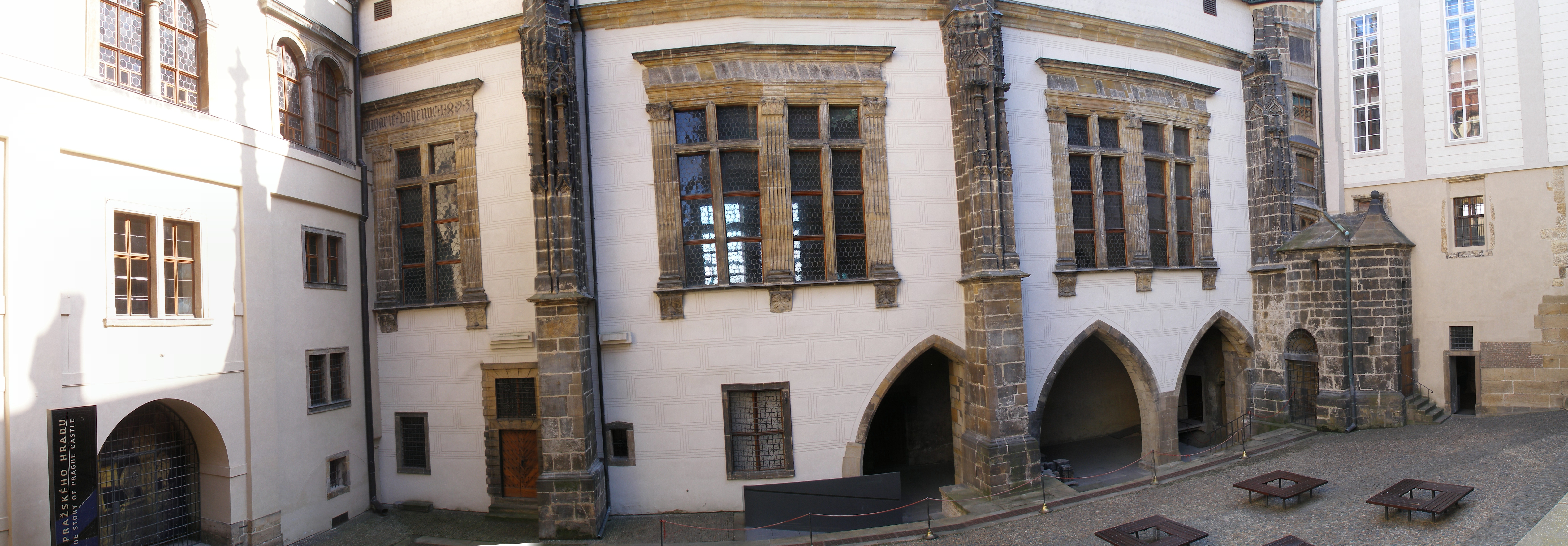
Вид с северной стороны

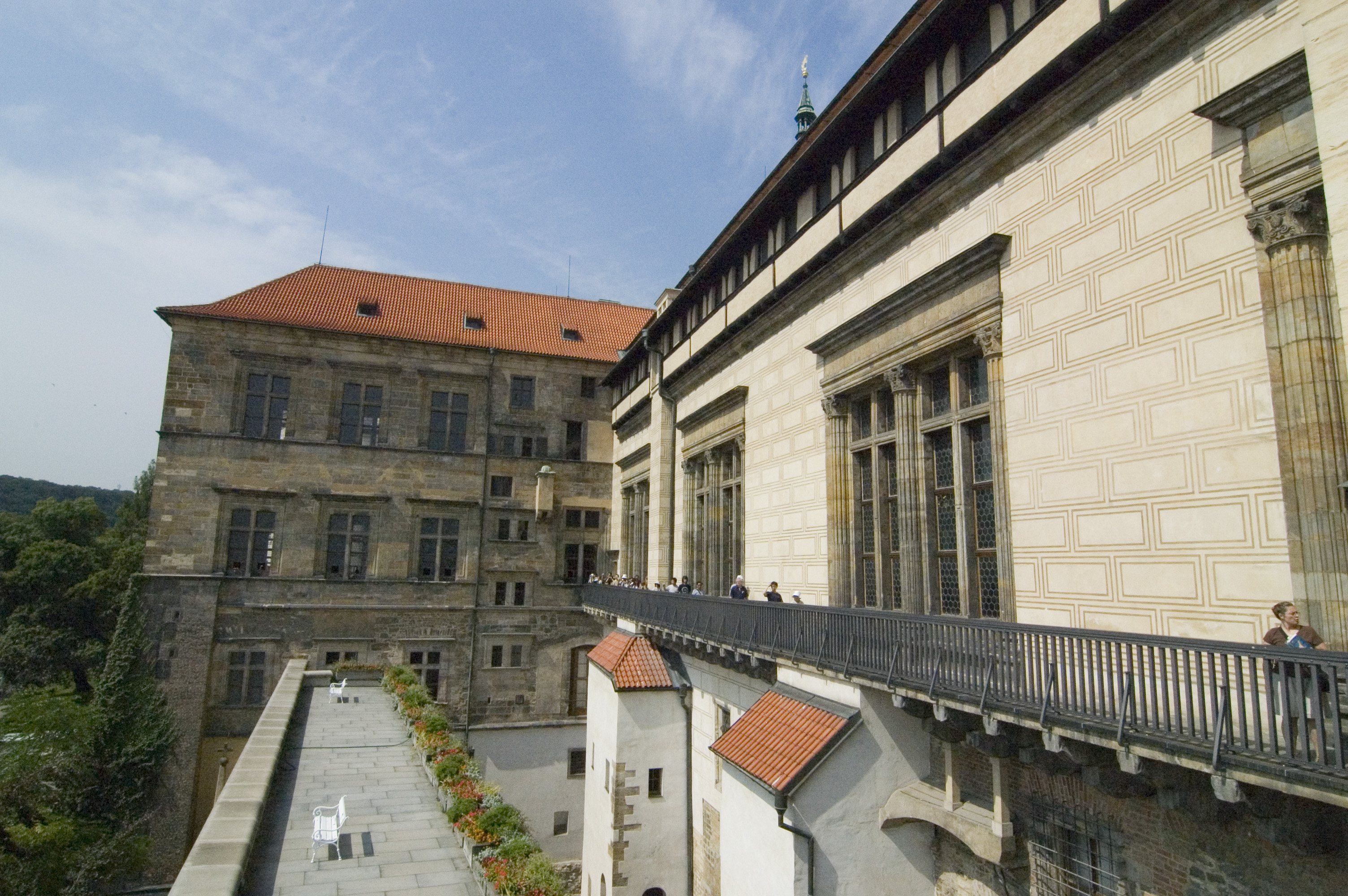
Южная сторона

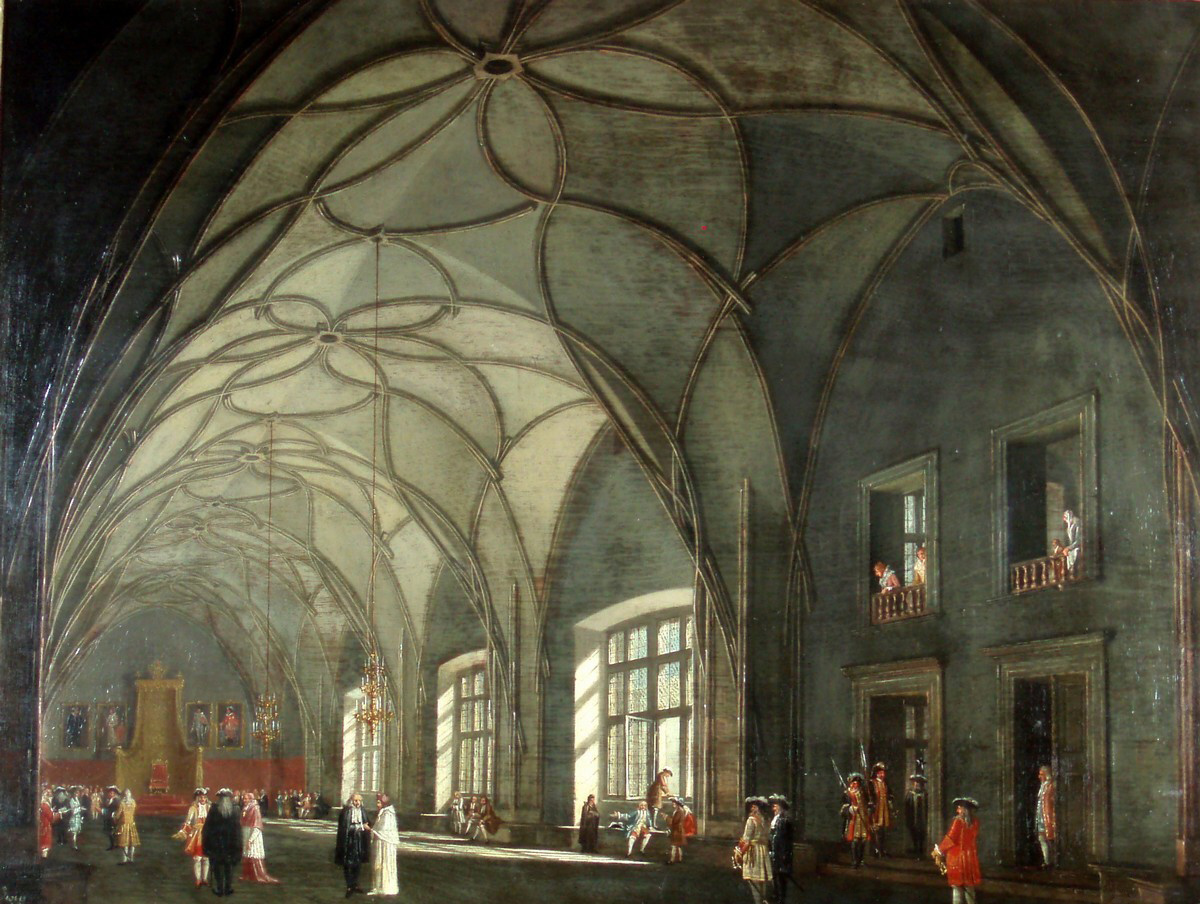
Владиславский зал

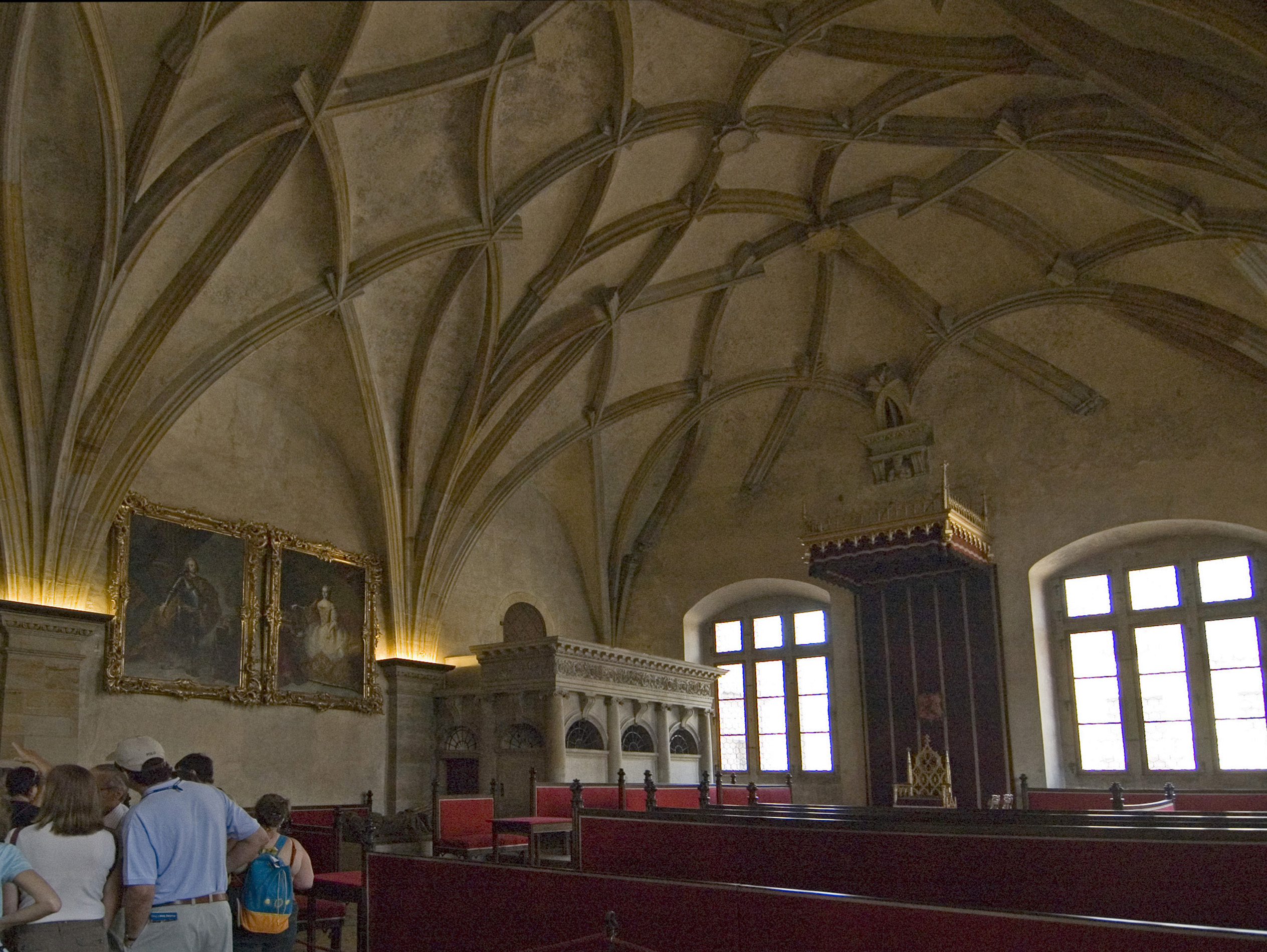
Палаты парламента

Старый королевский дворец — изначально романский дворец в средней части Пражского Града (вход с третьего двора). Здесь находится Церковь всех святых, Владиславский зал, Старые палаты, Палата Земских досок, Людвиково крыло. Во дворце жили чешские князья и короли с X до XVI века.
С 2004 года во дворце находится постоянная выставка «История Пражского Града» (чеш. Příběh Pražského hradu). Её цель — познакомить посетителей с тысячелетней историей крепости, в которой творилась судьба чешского народа. Экспозиция освещает не только жизнь и быт аристократии, но и обычных людей — художников, архитекторов, военных инженеров. Также представлены экспонаты из сокровищницы Града и результаты археологических раскопок.

## Появление
Здание построено при Собеславе I и Владиславе II в 1135—85 годах. До настоящего времени с того периода сохранился только свод подземного этажа и часть внешней стены с южной стороны, включающей цельнокаменные башенки. Тогда это было частью укреплений Града. Внутри западной линии зданий также сохранились остатки романской башни южного въезда.
На первом этаже дворца был большой тронный зал, обращённый на юг пятью тройными окнами, а также комната князя. На востоке к ней примыкала капелла (часовня) с апсидой. По своему типу дворец полностью соответствовал пфальцам Штауфенов.
Дворец был расширен и перестроен в готическом стиле при Пржемысле Отакаре II (после 1252 года). В 1303 году здание было разрушено пожаром.

## Восстановление при Карле IV
В 1333 году дворец был построен вновь Карлом IV. Останки кладки этого периода можно обнаружить в нижних этажах, кроме неё сохранились некоторые порталы, части окон, арка небольшой часовни в третьем этаже и аркада, которая расширяла дворец в северную сторону.
Первоначально дворец имел плоские перекрытия. В 1383 году придворный цех Вацлава IV создал готический свод в зале первого этажа и двухнефный Колонный зал в западном крыле (чеш. Sloupová síň).
Во время правления обоих Люксембургов в 1370—87 годах на месте княжеской капеллы была построена новая, получившая название Церковь всех святых, работа Петра Парлера. После пожара в Граде в 1541 году и восстановительных работах в 1580 от неё осталась только внешние стены, лишённые рельефного рисунка, ажурных оконных переплётов и готических сводов.

## Преобразования при Владиславе Ягеллонском
Одной из самых масштабных реконструкций была перестройка, проведённая Владиславом Ягеллонским, которая дала строению его современный вид. Работы начались в 1483 году под руководством мастера Ганса Шписа из Франкфурта. Он расширил западное крыло с королевскими покоями, соединил их кирпичной аркадой с Новым ораторием Собора Святого Вита и перекрыл декоративным звездчатым сводом помещение так называемой Владиславской спальни. С середины 80-х лет место архитектора занял Бенедикт Рид, одна из самых значительных фигур поздней готики.
Бенедикт Рид снёс все перегородки в первом этаже, благодаря чему образовался новый обширный тронный зал (до 1502 года), называемый Владиславский. Помещение было смело перекрыто большим сводом из пяти полей с кружевами на основе шестиконечной звезды. С обеих сторон зал освещался широкими тройными окнами, снаружи разделёнными пилястрами и полуколоннами. Вместе с порталами это считается первым проявлением ренессанса в Чехии.
С юга архитектор пристроил к залу винтовую лестницу, с севера широкую Наездническую лестницу, перекрытую готическим сводом с пересекающимися ребрами. Ренессансный характер также проявляется в Людвиковом крыле, выступающем из дворца на юг в захаб, тоже возведённый Ридом в 1502—09 годах.
В непосредственном соседстве с Владиславским залом находятся Палаты парламента. Их свод с обширной сетью пересекающихся ребёр сооружён Бонифацем Вольмутом в 1559—63 годах.
Дворец доступен для просмотра для туристов. В нижних этажах находится выставка «История Пражского Града».